# Adobe Camera Raw
Adobe Camera RAW est un outil permettant de modifier des images RAW et de les préparer en vue d'une utilisation dans un éditeur d'image, créé par la société Adobe. La plupart des appareils photographiques numériques professionnels sauvegardent les images au format RAW, format contenant des informations complètes issues des capteurs CCD ou CMOS de l'appareil. Cet outil est utilisé en tant que composant partagé par Adobe Photoshop ainsi que Adobe Photoshop Lightroom.
Avec cette extension est fourni l'utilitaire gratuit Adobe DNG Converter, conçu pour convertir des images issues de plus de 150 appareils photographiques au format DNG.